# Otto Chriek
Otto Chriek est un personnage fictif des Annales du Disque-monde.

## Biographie
Otto est un vampire Ruban noir, c'est-à-dire qu'il a fait le vœu de ne pas boire de sang humain. Pour ne pas céder à la tentation, il doit détourner son envie insatiable vers une autre activité, l'iconographie (équivalent de la photographie de notre monde) dans son cas.
Il est le photographe attitré du quotidien Le Disque-monde et un personnage principal du roman La Vérité, qui retrace la création du quotidien principal d'Ankh-Morpork par Guillaume des Mots.